# E-1 (航空機)
E-1 トレーサー
E-1B　VAW-121　Griffins　の所属機
- 用途：早期警戒機
- 分類：艦上早期警戒機
- 製造者：グラマン社
- 運用者： アメリカ合衆国（アメリカ海軍）
- 初飛行：1956年12月17日（試作機）、1958年3月1日（量産型WF-2）
- 生産数：88機
- 運用開始：1958年
- 退役：1977年
- 運用状況：退役

E-1はアメリカ海軍が運用していた艦上早期警戒機。グラマン社が開発した。愛称はトレーサー(Tracer:追跡者、もしくは曳光弾の意)。

## 概要
アメリカ海軍は、第二次世界大戦後半より、航空母艦に搭載できる早期警戒機の開発を行っていた。大戦中に艦上攻撃機『TBM』に大型レーダーを搭載した型を開発し、1946年には、同じく艦上攻撃機を改装し、AD-3W（A-1の派生型）を開発した。
これらの機体は機体の大きさの制約から早期警戒機としては能力が限られているために、海軍はより大型の機体を求めていた。

## 開発

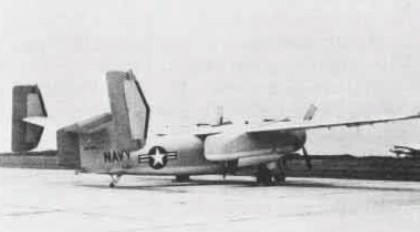
試作型 XTF-1W 画像の機体にはまだレドームが搭載されていない

1954年にアメリカ海軍はメーカー各社に新型艦上早期警戒機の要求を出した。グラマン社とヴォート社がこれに答え、それぞれXWF-1およびXS2U-1W案を提出している。最終的にはグラマン社のXWF-1が採用され、1956年から空力試験機XTF-1Wの作製が開始された。
1956年当時、グラマン社は艦上輸送機であるTF-1（1962年以降は名称変更によりC-1、S-2を元にした艦上輸送機）を生産中であり、これを母体として開発が進められた。原型機 XTF-1W はTF-1の胴体上部にダミーのアルミニウム製レーダードームを搭載したものである。
製造途中のTF-1を改設計し空力試験を目的とした試作機XTF-1W 1機が製造され、1956年12月17日に初飛行した。XTF-1Wのデータを基に開発された量産型WF-2の初号機は1958年3月に初飛行している。総生産機数は88機である。
1962年のアメリカ三軍の命名規則・名称整理により、名称はE-1に変更され、XTF-1WはE-1A、WF-2はE-1Bとなった。

## 運用
1960年、第12早期警戒飛行隊(VAW-12)より部隊配備が開始され、ベトナム戦争にも参加している。
E-1は艦上機としては大型の機体であったが、それでも機内はレーダー手2名が搭乗するには最低限度の余裕しかなく、また発熱の大きい電子機器の冷却に難があり、実戦での運用には困難も多かった。このため、アメリカ海軍は更に大型の機体を要求し、後継となるE-2 ホークアイの開発が開始される。
E-1は1970年代にE-2に更新される形で運用が終了し、全機が退役した。

## 構造
E-1はS-2の上に紡錘断面の楕円形レーダードーム（レドーム）が搭載されたものである。レドーム下面には方向安定板を持ち、機体とは支柱によって接合されている。レドームは電波透過樹脂製で、内装されたAN/APS-82捜索レーダーは探知距離最大260nm、毎分6回転で全周を捜索する。レドームを搭載したことによる重量増加と重心位置の変更に対応するために主翼は80cm延長され、干渉を避けるために上方折り曲げから後方折込に畳み方法も変更されている。前部胴体は48cm延長され、尾翼はレドームの空力的影響を避けるためにS-2の単垂直尾翼から双垂直尾翼に変更されている。
機内にはレーダー管制用の電子機器及び通信機材が搭載され、レーダー手2名が搭乗する。レーダーによる目標の捜索、追尾、評定、及びそのデータに基づいた航空管制はレーダー手による手動操作であり、データリンク等の自動化装備はない。

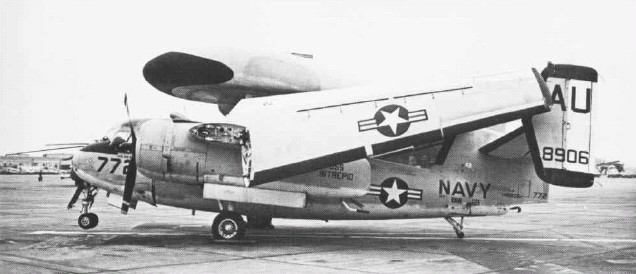
E-1B 主翼を折り畳んだ状態
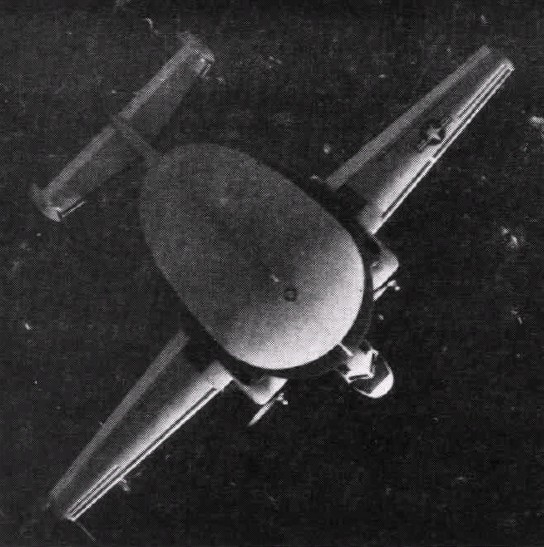
真上からのE-1B

## 要目
- 全長：13.26m
- 全高：5.05m
- 全幅：22.13m

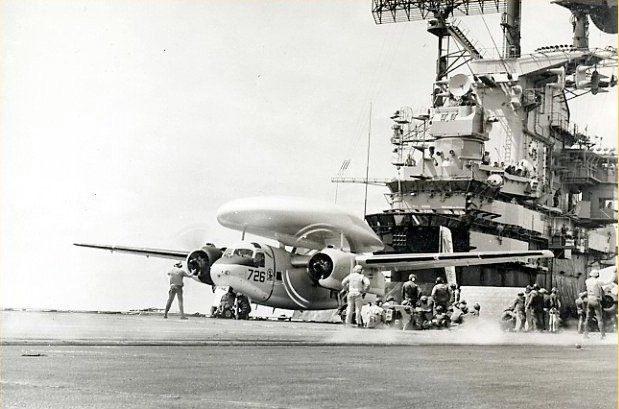
空母ボノム・リシャール艦上のE-1B

- エンジン：ライト R-1820レシプロエンジン 2基（1,525馬力）
- 自重：8.5t
- レーダー：AN/APS-82
- 最大速度：365km/h=M0.30
- 航続距離：1,625km
- 乗員：4名（パイロット2名、レーダー手2名）